# Filagrina
La filagrina (de l'anglès filaggrin: filament aggregating protein) és una proteïna que té un paper imprescindible en la funció de la barrera epidèrmica. A la pell, el gen de la filagrina (FLG), s'expressa a la capa granular de la capa còrnia (estrat més extern de l'epidermis) durant la diferenciació epidèrmica. Al sistema gastrointestinal s'expressa en la mucosa esofàgica i oral, i al sistema respiratori, a l'epiteli del vestíbul nasal, però mai a la mucosa bronquial.

## Estructura

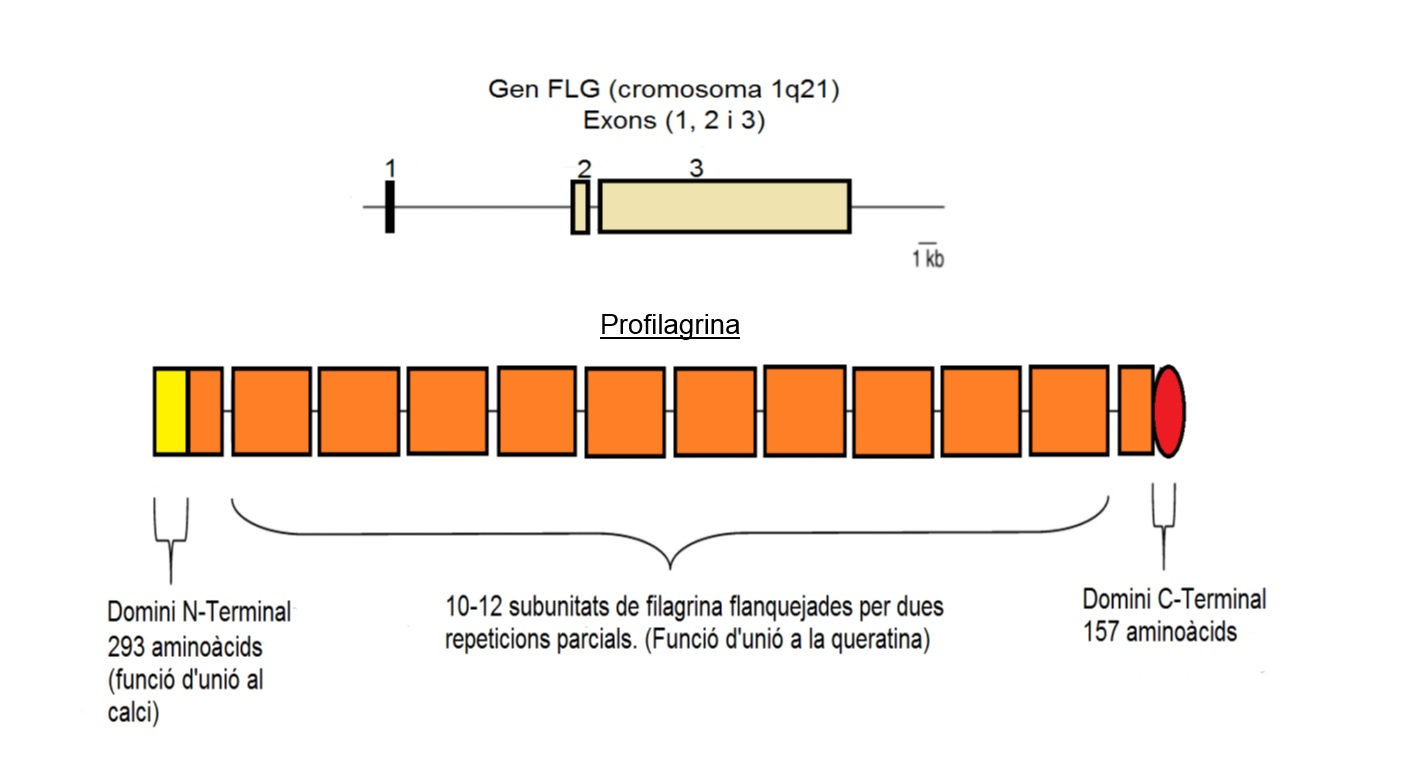
Gen FLG

Es tracta d'una proteïna amb caràcter bàsic (amb un pH superior a 10). Es troba conformada per una elevada proporció d'histidina (6%), propietat que comparteix amb les proteïnes histones.
La seva cadena primària es caracteritza per la manca d'aminoàcids amb grup sulfur (metionina i cistina), al contrari de la queratina (proteïna també present en l'epidermis), que presenta quantitats considerables d'aquests dos aminoàcids. Sis aminoàcids (serina, àcid glutàmic, glutamina, glicina, alanina i arginina) comprenen un 75% de l'estructura d'aquest pèptid, amb una manca total de l'aminoàcid triptòfan.

## Control de l'expressió gènica
Donat que la funció dels monòmers de filagrina és iniciar l'agregació i el col·lapse dels filaments de queratina, l'expressió d'aquesta proteïna està altament controlada durant la diferenciació de l'epidermis. En primer lloc se sintetitza la profilagrina (precursora) i a partir d'aquesta s'obté la filagrina.
Els factors de transcripció de la família de les AP1 són essencials per mantenir elevada l'expressió de la profilagrina. El factor transcripció de p63 en múltiples isoformes és essencial pel desenvolupament epidèrmica. Aquestes isoformes es troben expressades de manera diferent en les diferents fases de la diferenciació dels queratinòcits.
La cua alfa de l'extrem N-terminal de la isoforma ∆Np63p40 s'encarrega de bloquejar l'expressió del gen que genera la profilagrina, amb la participació d'altres proteïnes. Els promotors del FLG tenen elements de resposta (àcid retinoic i glucocorticoide), que s'encarreguen de suprimir l'activitat promotora en la presència dels lligands (per tal d'aturar l'expressió gènica).
El gen FGL, localitzat en el locus 1q21, té un pes d'uns 25 kb de DNA i comprèn tres exons i dos introns.

## Funcions

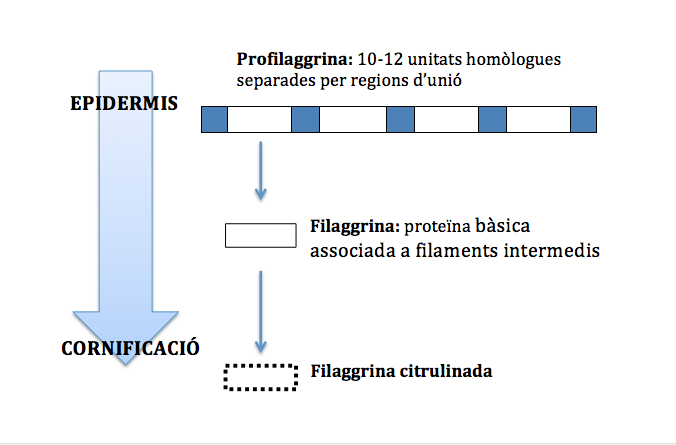
Procés de cornificació

La filagrina agrega queratina 1, queratina 10 i altres filaments intermedis del citoesquelet dels queratinòcits, provocant la seva compactació en forma de làmina durant la cornificació, l'única forma d'aconseguir mort cel·lular programada. El conjunt de cèl·lules cornificades resultant reemplaça la membrana cel·lular dels queratinòcits formant una important barrera impermeable a l'aigua i als microbis i proporciona una defensa mecànica a la pell i el manteniment de la integritat de la pell.
Després de la compactació dels queratinòcits, les proteïnes de filagrina es degraden per alliberar els seus aminoàcids, els quals contribuiran a la funció de la barrera epidèrmica retenint aigua i, per tant, a augmentar la flexibilitat de la capa còrnia.
La profilagrina, la filagrina i els aminoàcids en els quals es degrada la filagrina contribueixen de manera diferent en l'estructura epidèrmica i a la funció de la barrera epidèrmica, però els mecanismes exactes pels quals la profilagrina i filagrina, en tant que proteïnes intracel·lulars, contribueixen als defectes de la barrera paracel·lular, són encara desconeguts.

### Diferenciació de l'epidermis
La profilagrina és el component majoritari de grànuls de queratina, els quals són visibles amb el microscopi òptic dins la capa granular de l'epidermis. La molècula de profilagrina està composta per un N-terminal amb un domini d'unió al calci i amb components de localització nuclear, seguida de 10, 11 o 12 filagrines pràcticament idèntiques que tenen propietats d'unió a la queratina, i un domini C-terminal, del qual es desconeix la funció. Cadascun d'aquests components té una funció en la diferenciació de l'epidermis.
- El domini d'unió al calci regula els esdeveniments de dependència del calci en la diferenciació epidèrmica terminal i, a més, està involucrat en el control del processament de la profilagrina.
- El domini N-terminal surt de la profilagrina i és translocat al nucli, on participa en nucleació de queratinòcits a la capa còrnia.
- La funció precisa del C-terminal no està clara, però sí que se sap que és necessari per al processament de profilagrina a filagrina.

### El factor natural d'humidificació
Tal com ja s'ha comentat, profilagrina es desfosforila i es degrada en filagrina monomèrica en la capa còrnia, la qual després es proteolitza per alliberar els aminoàcids. Una barreja d'aminoàcids higroscòpics, provinents de la filagrina, en una concentració estimada de 100 milimolar, forma l'anomenat factor natural d'humidificació, que contribueix a la hidratació de l'epidermis i ajuda en la funció de barrera de la pell.

### Manteniment del gradient de pH de l'epidermis
La filagrina és una proteïna rica en histidina, que és metabolitzada per formar àcid urocànic i àcid pirrolidon-5-carboxílic que, conjuntament, ajuden a mantenir el gradient de pH de l'epidermis.
El pH àcid en la capa còrnia també és important per mantenir l'activitat funcional dels enzims que participen en el metabolisme de la ceramida. A més, modula l'activitat de la cascada de serin-proteases, utilitzades per coordinar la diferenciació epidèrmica.

### Protecció davant els microbis
Els àcids orgànics ens els quals es metabolitza la filagrina tenen un conegut efecte antimicrobià i, en condicions fisiològiques, tenen un efecte inhibidor en el creixement de Staphyloccus aureus.

### Fotoprotecció als raigs UV
La fotoisomerització dels àcid urocànic de forma trans a cis produeix una molècula amb un espectre d'acció de 280-310 nm, dins del rang UV. Això dota a la pell d'una fotoprotecció als raigs UV.

## Malalties associades

### Ictiosi vulgar
Una mutació silenciosa en el gen de la filagrina (FLG), tal com es va demostrar l'any 2006, causa la ictiosi vulgar. La ictiosi vulgar és malaltia hereditària més freqüent pel que fa a l'alteració del procés de queratinització, el qual consisteix en l'adquisició de queratina per part de les cèl·lules per tal d'adoptar la seva consistència dura, tal com ocorre al cabell i les ungles, per exemple.
La relació entre el FLG i la ictiosi vulgar es fonamenta en dades recollides en diverses proves. En primer lloc, proves histològiques de la pell de pacients amb ictiosi vulgar rebel·la uns nivells reduïts de grànuls de queratina. En segon lloc, les tècniques immunocitoquímiques també mostren unes quantitats menors de mRNA de filagrina i profilagrina de les habituals. A més, estudis del genoma humà han aconseguit centrar la relació de la ictiosi vulgar i el complex de diferenciació de l'epidermis en el cromosoma 1q21, que és on hi ha el gen FLG.
Les primeres observacions sobre la relació entre el gen FLG i la ictiosi vulgar es remunten a les dècades del 1980 i 1990. Poc temps després, l'any 1992, el gen de la profilagrina van ser parcialment seqüenciat. Tanmateix, la identificació específica de les mutacions silencioses del gen FLG no va realitzar-se fins al 2006. Aquesta tardança es deu al fet que, ja que el gen FLG és molt gran i repetitiu, de manera que l'ús del mètode de reacció en cadena de la polimerasa per a la seqüenciació del gen va presentar dificultats tècniques.
Quan finalment es van aconseguir seqüenciar el gen FLG, es van trobar dues mutacions silencioses (R501X) i (2282del4) en la repetició 1 de l'exó 3. Totes dues mutacions provoquen la síntesi de codons stop que actuen abans de quan els correspon. Conseqüentment, la síntesi de la profilagrina es veu truncada, de manera que la profilagrina no pot ser transformada en filagrina. Per tant, l'absència de filagrina a l'epidermis és total.
Val a dir que els individus heterozigots per alguna d'aquestes mutacions tendeixen a presentar un fenotip d'ictiosi vulgar molt lleugera, mentre que els individus homozigots per una mutació o individus que presenten totes dues mutacions, ja sigui de forma heterozigòtica o homozigòtica, acostumen a mostrar símptomes ja totalment propis de la ictiosi vulgar.

### Èczema
També s'ha demostrat que una mutació silenciosa del gen FLG va lligat a l'èczema. Això s'explica a partir de l'estreta relació entre l'èczema i la ictiosi vulgar, dues malalties que de forma sovint es donen de forma simultània.